# Битка при Лойтен
Битката при Лойтен е решителна битка в хода на Седемгодишната война, проведена в Силезия, на около 15 км западно от столицата Бреслау (дн. Вроцлав). Значително по-малобройна пруска армия, командвана от Фридрих Велики, побеждава австрийците на Карл Александър Лотарингски. В резултат не само Силезия се връща под контрола на Прусия, но и перспективите за бързото ѝ смазване са осуетени.

## Историческа ситуация
След подписването на Втория версайски договор през май 1757 г. коалицията между Франция, Австрия и Русия пристъпва към опит за смазване на своя малък противник Прусия. Прусаците търпят поражения при Колин (през юни) и при Грос Ягерсдорф (през август), докато техните съюзници от Хановер са разбити при Хастенбек (през юли). Изглежда, че плановете на трите велики сили лесно ще се изпълнят и склонният към депресивни състояния пруски крал вече вижда края на своето царуване, както и на кралството си. От друга страна обаче той има достатъчно кураж и лесно преминава от депресия към самоувереност. В началото на ноември от запад в Саксония навлиза голяма френска армия и той се впуска да я спре. Битката при Росбах завършва с унизително поражение на французите, които отстъпват, за да се реорганизират. Тогава Фридрих бързо се придвижва към Силезия, за да отблъсне и другото настъпление - това на австрийския генерал Карл Александър.
Назначаването на този човек е груба грешка от страна на австрийската владетелка Мария Терезия. Тя прави този жест към съпруга си Франц I, който е негов брат. Освен това Карл Александър е женен за сестра ѝ Мария Анна. Всичко това не би трябвало да има значение в момент като този, когато една победа дели Австрия от мечтата да си върне Силезия. Проблемът е, че Карл Александър вече няколко пъти е командвал австрийците срещу Фридрих и всеки път - неуспешно. Той очевидно не притежава качествата на главнокомандващ. По-удачният избор би бил за такъв да бъде назначен Леополд Йозеф фон Даун, който сега е втори по ранг.

## Ход на битката
Фридрих Велики събира 167 оръдия и между 33 и 35 хиляди войници, на които се налага да вдъхва смелост и увереност в победата. Той казва: „Врагът е два или три пъти по-многоброен от нас. Ала ние все пак ще го атакуваме и ще го победим.“ Срещу това Карл Александър и Даун имат 65 хиляди, както и 210 оръдия. Австрийците са заели здрави позиции между селата Ниперн, Лойтен и Загшуц, но строят им е двърде дълъг (около шест километра), което го прави уязвим. в двата дни преди битката е валял слаб сняг, а на сутринта на 5 декември над района се стели гъста мъгла. Прусаците тръгват тихо напред в сковаващия студ. Тяхното командване решава да приложи елементарна тактика, като разчита на качествата на пехотата си. То започва лъжлива атака по дясното крило на противника, тоест от север. Карл Александър праща в тази посока резервите си, но скоро открива, че схватката не е ожесточена. В този момент той прави грешка, като приема, че прусаците просто проверяват здравината на фронта и че ще атакуват на следващия ден. Ето защо той не предприема нищо, за да преподреди войските си.
Малко по-късно пруската пехота се нахвърля с цялото си настървение върху левия фланг на врага. Кралят успява да я преведе незабелязано между хълмовете и да постигне изненада, но въпреки това първоначалният устрем им среща твърд отпор. Унгарската конницана този сектор дори опитва да контраатакува. Само че вониците на Фридрих Велики вече са известни с упоритостта си и изключителните си качества. Битката е решена в тяхна полза не толкова чрез стратегическо превъзходство, колкото чрез бойните им качества. Те не спират да атакуват и накрая успяват да сломят австрийските редици. Това става изненадващо, поради което Кар Александър няма много време да реагира. Все пак той опитва да създаде нов фронт през самото село Лойтен, но в бързината струпва твърде много войници в центъра, които пруската артилерия лесно обстрелва. Прусаците атакуват новата линия и привечер успяват да я завладеят.
В този момент, когато армията на Хабсбургите е в пълно отстъпление, неизползваните 70 ескадрона от конницата внезапно се появяват отстрани на прусаците и заплашват да ги разбият. Добре, че наблизо се намира силен отряд от пруската конница, който задържа атаката, докато Фридрих изпрати подкрепления. Междувременно основните австрийски сили изпадат в паника и напускат бойното поле в безредие. Според някои автори само падащата нощ (към 16,30 часа) ги спасява от пълен разгром.

## Последствия
Загубите на австрийците са съкрушителни. Според Нанси Митфорд загиват или са пленени 21 хиляди войници (почти една трета), 300 офицери и 134 оръдия. Подобни са цифрите на Майкъл Клодфелтър - 22 хиляди войници и 131 оръдия. Прусаците губят около 6200 души.
Сражението има своеобразно продължение. Съзнавайки нуждата от бързи действия, Фридрих веднага насочва три батальона към Бреслау и го завзема без бой. Там са пленени още 18 хиляди австрийци. С това цяла Силезия се връща под неговата власт. Историците не пестят суперлативите си за пруската победа. Обвързвайки я с битката при Росбах, те ги наричат „вероятно най-великите сражения, водени някога от един от гениите на военното дело“.
Поражението предизвиква сълзи у Мария Терезия. Естествено, тя отстранява Карл Александър Лотарингски и го замества с Леополд фон Даун. От друга страна, Великобритания се амбицира да помогне повече на Прусия и да отхвърли френската окупация на Хановер. Няма да е пресилено да се каже, че битките при Росбах и Лойтен внасят обрат в Седемгодишната война, който определя хода ѝ до самия край.